# Tristan Takats
Tristan Takats (Korneuburg, 14 novembre 1995) è uno sciatore freestyle austriaco.

## Palmarès

### Coppa del Mondo
- Miglior piazzamento nella Coppa del Mondo di ski cross: 7º nel 2022
- 1 podio:
  - 1 vittoria

#### Coppa del Mondo - vittorie
| Data            | Località    | Paese   | Specialità |
| --------------- | ----------- | ------- | ---------- |
| 7 dicembre 2023 | Val Thorens | Francia | SX         |

Legenda:

SX = Ski cross